# CHARGE聯合畸形
CHARGE聯合畸形是一種同時包括眼器官先天裂開與腦神經缺損、心臟缺損、後鼻孔閉鎖、生殖泌尿道系統異常、生長與發育遲緩及耳朵異常及聽力喪失。
其發生率為1/10000至1/12000，其中大多數是散發性案例。
遺傳方面，其遺傳方式為一體染色體顯性遺傳疾病，不分性別。